# Jelno
Jelno – wieś w Polsce położona w województwie łódzkim, w powiecie zduńskowolskim, w gminie Zapolice.
W latach 1975–1998 miejscowość administracyjnie należała do województwa sieradzkiego.
W 2011 roku we wsi Jelno liczba mieszkańców wynosiła 119 osób.